# Gottlob Frege
Friedrich Ludwig Gottlob Frege (Wismar, 8. studenog 1848. – Bad Kleinen, 26. srpnja 1925.), bio je njemački matematičar koji je postao logičar i filozof. Pomogao je osnovati modernu matematičku logiku i analitičku filozofiju. Njegovo djelo je iskazalo fundamentalni i dalekosežeći utjecaj u filozofiji 20. stoljeća, osobito u zemljama engleskog govornog područja.

## Djela
- »Pojmovna simbolika, aritmetička rekonstrukcija formalnog jezika čistog mišljenja« (Begriffsschrift, eine der arithmetischen nachgebildete Formelsprache des reinen Denkens, 1879.)
- »Temelji aritmetike, logičko-matematičko razmišljanje o pojmu broja« (Die Grundlagen der Arithmetik: eine logisch-mathematische Untersuchung über den Begriff der Zahl, 1884.)
- »Funkcija i pojam« (Funktion und Begriff, 1891.)

## Vanjske poveznice
- Die Grundlagen der Arithmetik - (PDF) Temelji aritmetike… na njemačkom jeziku